# جراثيم مرتبطة بالربو
ترتبطُ العداوى المُزمنة بالمفطورة الرئوية والمتدثرة الرئوية مع حدوثِ وتفاقم الربو. تؤدي هذه العداوى الجرثومية إلى التهابٍ مُزمنٍ في المسلك الهوائي السفلي، وعلةٍ في التصفية المخاطية الهدبية، وزيادةٍ في إنتاج المخاط، وبالتالي حدوث الربو. أيضًا، فإنَّ الأطفال الذين يعانون مُبكرًا من عداوى فيروسية شديدةٍ في الجهاز التنفسي، تُصبح لديهم إمكانيةٌ عالية لحدوث الربو في وقتٍ لاحقٍ من مرحلة الطفولة، وتنتجُ هذه العداوى غالبًا من الفيروس التنفسي المخلوي البشري (RSV) والفيروس الأنفي البشري (HRV). على الرغم من أنَّ الفيروس التنفسي المخلوي البشري يزيدُ من خطورة حدوث الربو في الطفولة المبكرة، إلا أنَّ ارتباطه بالربو يقلُ مع زيادةِ العمر، أما الفيروس الأنفي البشري فإنهُ سببٌ مهم للتهاب القصيبات، حيثُ يرتبط بقوةٍ مع حدوثِ وتطور الربو. في الأطفال والبالغين المُصابين بالربو، يُمكن أن تؤدي عدواى الجهاز التنفسي العلوي الفيروسية، خاصةً عداوى الفيروس الأنفي البشري، إلى حدوثِ سوراتٍ (تفاقماتٍ) ربويةٍ حادة. لذلك، فإنَّ المتدثرة الرئوية والمفطورة الرئوية والفيروسات الأنفية البشرية تلعبُ دورًا رئيسيًا في الربو غير التأتبي.